# 春日井市立春日井小学校
春日井市立春日井小学校（かすがいしりつ かすがいしょうがっこう）は、愛知県春日井市宮町字宮町3番地にある公立の小学校。

## 地理
最寄駅は名鉄小牧線春日井駅。学区は春日井市の西端にあり、小牧市との境界に近い。学区の東側は区画整理がなされた新興住宅地であるが、学区の西側は名古屋市と小牧市を結ぶ街道沿いに古くからの町並みが広がっている。令和に入り春日井西部第一土地区画整理事業と春日井西部第二土地区画整理事業により西側の地域の区画整理が開始される予定である。

## 年表
- 1875年（明治8年）7月1日 - 春日井原隆旺学校として開校。
- 1941年（昭和16年） - 春日井市立春日井国民学校に改称。
- 1947年（昭和22年） - 春日井市立春日井小学校に改称。

## 歴史
学制発布後の1875年（明治8年）7月1日、春日井地区・如意申地区・稲口地区を通学区域とする春日井原隆旺学校として開校した。戦後の1947年（昭和22年）に春日井市立春日井国民学校から春日井市立春日井小学校に改称している。1977年（昭和52年）には児童数が1575人まで増えたため、1978年（昭和53年）には春日井小学校から春日井市立松山小学校が分離独立した。